# Teddybears
Teddybears (anteriormente Teddybears STHLM) é uma banda sueca formada em 1991, conhecido por misturar pop, rock, hip-hop, electro, reggae, punk e muitos outros gêneros. Famosa por músicas como "Cobrastyle" e "Get Mama a House".

## História
O grupo começou com o nome de Skull. Inicialmente era formada pelo cantor Patrik Arve e os irmãos
Joakim Åhlund and Klas Åhlund, antes do baterista Olsson ter se tornado integrante do grupo. O grupo lançou o seu primeiro álbum "You Are Teddybears" no ano de 1993 e o segundo com o título de "I Can't Believe It's Teddybears STHLM" em 1996. O terceiro álbum "Rock 'n' Roll Highschool" foi lançado quatro anos mais tarde, no ano de 2000 e consistia de elementos pertencentes à musica eletrônica que foi um ponto de partida para o estilo da música anterior da banda. O quarto álbum "Fresh" veio a ser lançado no ano de 2005 incluindo as músicas "Cobrastyle" e "Hey Boy" que são algumas das mais conhecidas da banda.
Quanto ao nome, "Se você está familiarizado com coisas do Black Metal sueco ou norueguês, você sabe que naquela época cada banda normalmente se chamava de coisas como "Corpse Grinder From Hell" (algo como: Amolador de cadáveres do inferno), Joakim Åhlund diz. "Então, nós resolvemos nos chamarmos de Teddybears como sendo uma coisa "anormal" . Os membros da banda começaram a usar máscaras grandes de ursos na arte dos álbuns e fotografias promocionais algum tempo depois de 2006, antes de aparecerem em concertos e em outras fotos sem os disfarces.
Joakim Åhlund é também o guitarrista principal e o compositor da banda Caesars , que é conhecida por "Jerk It Out". Klas Åhlund também produziu a maioria dos álbuns de Caesars, além de ter produzido o álbum de 2005 de Robyn. Ambos os irmãos também já dirigiram comerciais para a televisão e clipes musicais.
A música "Cobrastyle" foi utilizada no jogo FIFA 06 e Forza Motorsport 2 além de ter sido utilizada em comerciais da televisão. A mesma música também já foi utilizada nos créditos finais do filme Empregado do Mês. Uma parte da música "Move Over" , do álbum Rock 'n' Roll Highschool, foi utilizada no ano de 2005 no jogo de vídeo game Driv3r. "Cobrastyle" foi também utilizada como a música tema oficial do evento WWE's Summerslam em 2006.
Em um comercial mais recente, a empresa Intel utilizou uma amostra da música "Different Sound" para promover o novo processador Intel Core 2 Duo. "Cobrastyle" foi novamente utilizada, desta vez no piloto da série Chuck. Em 2009, a empresa canadense Telus usou a música "Ahead of My Time" no comercial de TV da "hora da preguiça". A música "Devil's Music" foi um destaque no jogo de video game Need for Speed: Hot Pursuit em 2010.
A canção "Different Sound" também foi destaque para a trilha sonora do filme Letra e música com o ator Hugh Grant. A banda também fez um remix da música "Stayin' Alive" dos
Bee Gees que estava presente, em 2007, no álbum Bee Gees Greatest (Special Edition).
O grupo tem um acordo de publicação global de músicas com BMG Music Publishing. Eles assinaram com a Atlantic Records e esta, publicou o primeiro álbum da banda nos Estados Unidos: Soft Machine, em 12 de setembro de 2006, sobre o apelido de Teddybears.
Em uma entrevista com a agência Escandinava, TT Espectra, Joakim Åhlund afirmou que estava trabalhando em um novo álbum do grupo. Duas faixas já estão gravadas com os rappers Slick Rick e Flaming Lips
Em agosto de 2009, em outra entrevista, com o jornal Sueco Expressen, Joakim Åhlund afirmou que o álbum seria lançado durante o outono daquele ano e que haveria uma música com Swingfly e Coco Sumner, filha do baixista Sting, da banda The Police. Joakim explicou que o álbum seria um álbum "misto" mas que uma de suas faixas seria mais séria e que criticaria os direitos religiosos dos cidadãos dos Estados Unidos.
No verão de 2009 eles lançaram a música "Get Mama A House" como parte da campanha publicitária para uma companhia Sueca.
Em 20 de fevereiro de 2010, o grupo anunciou pelo Facebook que estariam lançando um novo álbum, sob o título de Devil's Music, no verão do mesmo ano.

## Membros
- Patrik Arve – Sintetizadores, vocais, vocoder, baixo, programação, percussão, teclados
- Joakim Åhlund – Guitarras, baixo, programação de percussão, teclados, backing vocals,
- Klas Åhlund – Guitarras, baixo, programação, percussão, teclados, backing vocals

### Membros anteriores
- Erik Olsson – bateria, vibraphone
- Glenn Sundell – bateria

## Discografia

### Álbuns

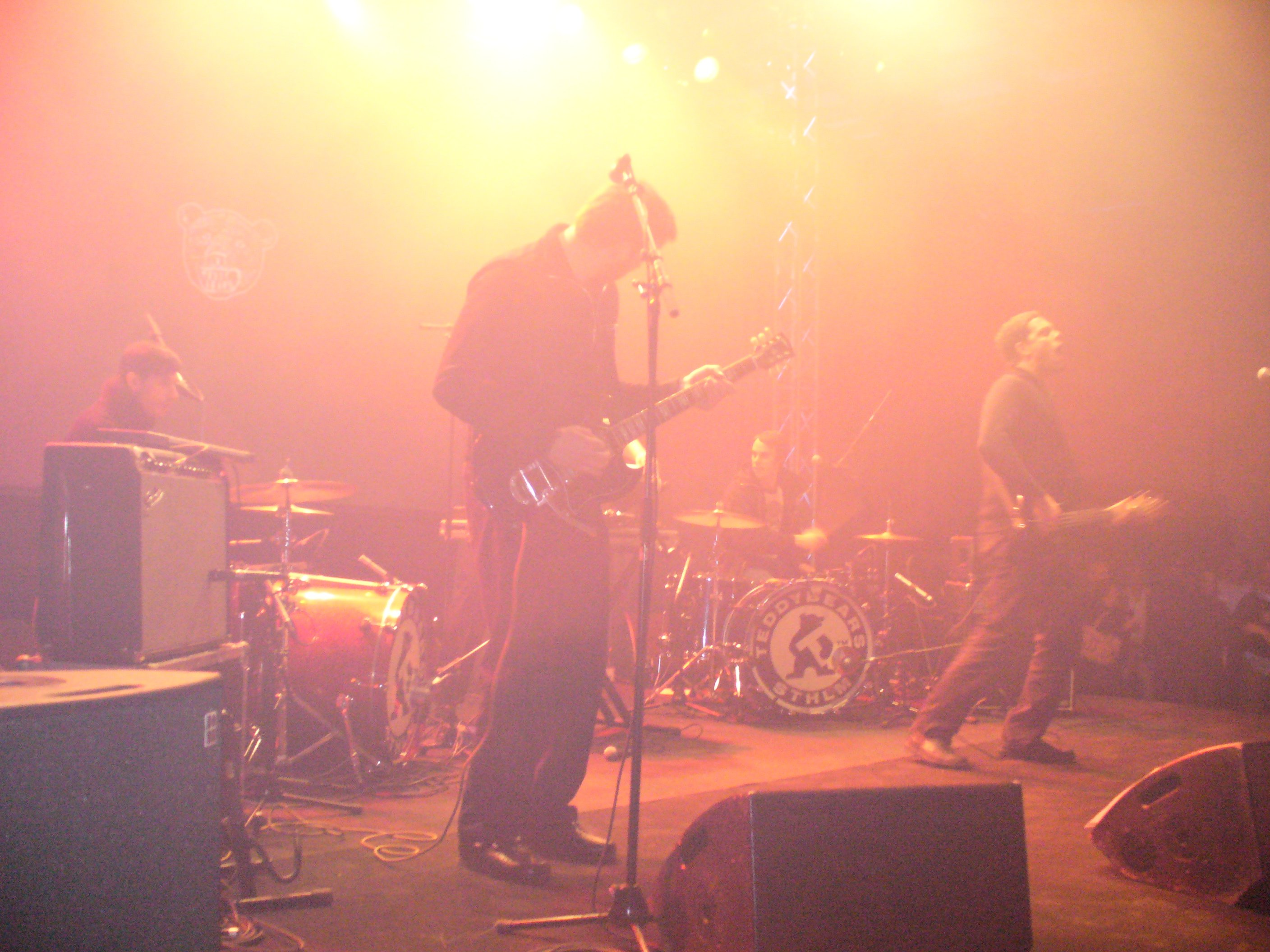
Teddybears realizando show na Suécia em 16 de novembro de 2006

| Ano  | Álbum                                 | Nome da Banda    |
| ---- | ------------------------------------- | ---------------- |
| 1993 | You Are Teddybears                    | Teddybears STHLM |
| 1996 | I Can't Believe It's Teddybears STHLM | Teddybears STHLM |
| 2000 | Rock 'n' Roll Highschool              | Teddybears STHLM |
| 2004 | Fresh                                 | Teddybears STHLM |
| 2006 | Soft Machine                          | Teddybears       |
| 2010 | Devil's Music                         | Teddybears       |

### EPs
- "Women in Pain" (1991)
- "Extra Pleasure" (1993)
- "Step on It (We Are The Best!)" (German Release Only) (1994)

### Músicas
- "Purple Rain" (1995)
- "Magic Finger" (1996)
- "Kanzi" (1996)
- "Ahead of My Time" featuring Daddy Boastin' (1999)
- "Yours to Keep (música)|Yours to Keep" feat. Paola Bruna (2000)
- "Automatic Lover" (2000)
- "Hiphopper" featuring Thomas Rusiak (2000)
- "Rock 'n' Roll Highschool" featuring Thomas Rusiak (2000)
- "Cobrastyle" featuring Mad Cobra (2004, US release: 2006)
- "Hey Boy (Teddybears song)|Hey Boy" featuring Swingfly|Swing-Fly (2004)
- "Little Stereo" featuring Daddy Boastin' (2005)
- "Punkrocker (song)|Punkrocker" featuring Iggy Pop (2006)
- "Yours to Keep" featuring Neneh Cherry (2006)
- "Get Mama A House" featuring B.o.B. (2009)
- "Rocket Scientist" featuring Eve (entertainer)|Eve (2010)
- "No More Michael Jackson" (2011)

### Convidados
- Thomas Rusiak – Magic Villa (2000), appears on "Hiphopper" & "STHLM's Finest"
- Daddy Boastin' – Efterlyst (2002), co-writers & producers of 4 tracks
- Robyn – The Rakamonie EP (2006), co-writers & producers of "Cobrastyle"
- Robyn – Robyn (album)|Robyn (2007, international edition), co-writers & producers of "Cobrastyle"
- Marilyn Manson - The High End of Low (2009), remixed "Arma-Goddamn-Motherfuckin-Geddon"

### Aparições
- "Different Sound (feat. Malte)" foi utilizada nos seguintes lugares:
  - No episódio 14 de "Starlet Fever" da CBS' Shark
  - Em um comercial da Intel sobre o Core Duo
  - Na comédia romântica de 2007, Letra e música
  - No episódio 41 "The Mole" de Numb3rs
  - No episódio 4.11 ("Everything In Its Right Place") de One Tree Hill
  - No filme de 2007 "Loucas por amor, viciadas em dinheiro(Mad Money)" estrelando Diane Keaton, Queen Latifah, e Katie Holmes
- Major Nelson(Larry Hryb) atualmente usa the a música "Move Over" em seu Blogcast semanal
- "Ahead Of My Time (feat. Daddy Boastin')" foi utilizada nos seguintes lugares:
  - no filme Ligados pelo crime em 2007
  - em uma série de comerciais da empresa canadense Telus em 2009
  - Na série de TV Life da produtora NBC 1°temporada, episódio 11 em 2007
- O comercial do shampoo anti-caspa Axe tem a música "Hey Boy"
- "Rocket Scientist" foi utilizada nos seguintes lugares:
  - "Rocket Scientist" foi tocado nas cenas de abertura do episódio "Moving the Chains" of House
  - "Rocket Scientist" can be heard in the 5th episode of the 3rd season of Breaking Bad during the strip club scene.
- "Cobrastyle" foi utilizada nos seguintes lugares:
  - No filme de 2006 Funcionário do Mês, Cobrastyle foi tocada duas vezes
  - "Cobrastyle" foi usada no episódio piloto de "Chuck" e de "Grey's Anatomy".
- "Move Over" foi utilizada em 2004 no jogo de video game Driv3r.
- "Devil's Music" está no jogo Need for Speed: Hot Pursuit

## References
- Lars Lovén, allmusic.com